# Свобода (Запорожская область)
Свобода (укр. Свобода) — село,
Омельникский сельский совет,
Ореховский район,
Запорожская область,
Украина.
Код КОАТУУ — 2323987503. Население по переписи 2001 года составляло 76 человек.

## Географическое положение
Село Свобода находится в балке Малый Яр, по которой протекает пересыхающий ручей с запрудами, выше по течению на расстоянии в 1 км расположено село Широкое. Рядом проходит автомобильная дорога Т-0408.